# Brittoli
Brittoli község (comune) Olaszország Abruzzo régiójában, Pescara megyében.

## Fekvése
A megye nyugati részén fekszik. Határai: Capestrano, Carpineto della Nora, Civitaquana, Corvara, Pietranico, Vicoli és Villa Santa Lucia degli Abruzzi.

## Története
Alapítására vonatkozóan nincsenek pontos adatok. Egykori vára, amely körül a település kialakult késő középkori alapítású. Önálló községgé a 19. század elején vált, amikor a Nápolyi Királyságban felszámolták a feudalizmust. 

## Népessége
A népesség számának alakulása:

## Főbb látnivalói
- Palazzo Pagliccia
- San Carlo-templom
- Sant’Antonio-kápolna